# Elminia albicauda
Elminia albicauda е вид птица от семейство Stenostiridae.

## Разпространение
Видът е разпространен в Ангола, Бурунди, Замбия, Демократична република Конго, Малави, Мозамбик, Руанда, Танзания и Уганда.